# Mattawan
Mattawan é uma vila localizada no estado americano de Michigan, no Condado de Van Buren.

## Demografia
Segundo o censo americano de 2000, a sua população era de 2536 habitantes.
Em 2006, foi estimada uma população de 2885, um aumento de 349 (13.8%).

## Geografia
De acordo com o United States Census Bureau tem uma área de
10,7 km², dos quais 10,7 km² cobertos por terra e 0,0 km² cobertos por água.

## Localidades na vizinhança
O diagrama seguinte representa as localidades num raio de 20 km ao redor de Mattawan.